# 末武南村
末武南村（すえたけみなみそん）は、山口県都濃郡にあった村。現在の下松市の南西部および笠戸島にあたる。

## 地理
- 海洋：笠戸湾、周防灘
- 山岳：摺鉢山、高壺山、尻高山（いずれも笠戸島）
- 河川：平田川、末武川
- 島嶼：笠戸島、古島

## 歴史
- 1889年（明治22年）4月1日 - 町村制の施行により、笠戸島・平田村・末武下村の区域をもって発足。
- 1939年（昭和14年）11月3日 - 下松町・久保村・花岡村と合併して下松市が発足。同日末武南村廃止。

## 交通

### 鉄道路線
村域を鉄道省の柳井線（現・山陽本線）が通過したが、駅は所在しなかった。